# Cyclopogon goodyeroides
Cyclopogon goodyeroides är en orkidéart som först beskrevs av Rudolf Schlechter, och fick sitt nu gällande namn av Rudolf Schlechter. Cyclopogon goodyeroides ingår i släktet Cyclopogon, och familjen orkidéer.
Artens utbredningsområde är Bolivia. Inga underarter finns listade i Catalogue of Life.